# Glee: The Music, The Graduation Album
Glee: The Music, The Graduation Album is een soundtrackalbum van de personages in de Amerikaanse televisieserie Glee. Het album verscheen op 15 mei 2012 en bevat acht nummers opgenomen voor de finale aflevering van het derde seizoen, "Goodbye", slechts vijf van deze nummers werden uitgevoerd in de aflevering.

## Tracklist
| Nr. | Titel                 | Schrijver(s)                                                         | Originele Artiest            | Duur |
| --- | --------------------- | -------------------------------------------------------------------- | ---------------------------- | ---- |
| 1.  | We Are Young          | Jack Antonoff, Jeffrey Bhasker, Andrew Dost, Nate Ruess              | fun. featuring Janelle Monáe | 4:09 |
| 2.  | The Edge of Glory     | Stefani Germanotta, Fernando Garibay, Paul Blair                     | Lady Gaga                    | 4:22 |
| 3.  | I Won't Give Up       | Jason Mraz, Michael Natter                                           | Jason Mraz                   | 4:01 |
| 4.  | We Are the Champions  | Freddie Mercury                                                      | Queen                        | 3:12 |
| 5.  | School's Out          | Alice Cooper, Michael Bruce, Glen Buxton, Dennis Dunaway, Neal Smith | Alice Cooper                 | 3:22 |
| 6.  | I Was Here            | Diane Warren                                                         | Beyoncé                      | 3:58 |
| 7.  | I'll Remember         | Madonna, Patrick Leonard, Richard Page                               | Madonna                      | 4:13 |
| 8.  | You Get What You Give | Gregg Alexander, Rick Nowels                                         | New Radicals                 | 4:45 |
| 9.  | Not the End           | Chuck Butler, Luke Brown                                             | The So Manys                 | 3:29 |
| 10. | Roots Before Branches | Adam Anders and Nikki Anders                                         | Room for Two                 | 4:20 |
| 11. | Glory Days            | Bruce Springsteen                                                    | Bruce Springsteen            | 3:32 |
| 12. | Forever Young         | Rod Stewart                                                          | Rod Stewart                  | 3:54 |
| 13. | Good Riddance         | Billie Joe Armstrong, Green Day                                      | Green Day                    | 2:31 |